# Wasilewa
Wasilewa (biał. Васілева; ros. Василево) – wieś na Białorusi, w obwodzie homelskim, w rejonie homelskim, w sielsowiecie Dauhalessie.